# Guichardippus somalicus
Guichardippus somalicus är en insektsart som beskrevs av Vitaly Michailovitsh Dirsh 1959. Guichardippus somalicus ingår i släktet Guichardippus och familjen gräshoppor. Inga underarter finns listade i Catalogue of Life.